# Gastroboletus amyloideus
Gastroboletus amyloideus är en svampart som beskrevs av Thiers 1969. Gastroboletus amyloideus ingår i släktet Gastroboletus och familjen Boletaceae.   Inga underarter finns listade i Catalogue of Life.